# Nisser
Der Nisser ist ein See in den Kommunen Nissedal und Kviteseid in der norwegischen Provinz Telemark. Sein Name ist abgeleitet vom altnorwegischen Wort Niðsær, was so viel wie „brausender See“ bedeutet.
Der Hauptzufluss ist der Straumen vom Vråvatn, während der Abfluss über den Nisserelva, der bei Haugsjåsund mit dem Fyresdalsåna zusammenfließt und zum Nidelva wird, der wiederum bei Arendal in die Nordsee mündet. Somit ist der Nisser ein Teil des Flusssystems Arendalsvassdraget.
Er ist der größte See in der Telemark und Norwegens zehntgrößter See. Die Länge ist ca. 35 km. Entlang des Ostufers verläuft der Telemarksvegen.